# USS Richard P. Leary (DD-664)
USS Richard P. Leary (DD-664) là một tàu khu trục lớp Fletcher được Hải quân Hoa Kỳ chế tạo trong Chiến tranh Thế giới thứ hai. Nó là chiếc tàu chiến duy nhất của Hải quân Mỹ được đặt theo tên Chuẩn đô đốc Richard P. Leary (1842-1901), người tham gia cuộc Nộ chiến Hoa Kỳ và cuộc Chiến tranh Tây Ban Nha-Hoa Kỳ. Nó hoạt động cho đến hết Thế Chiến II, được cho xuất biên chế năm 1946, rồi được chuyển cho Nhật Bản năm 1959, và phục vụ cùng Lực lượng Phòng vệ Biển Nhật Bản như là chiếc JDS Yūgure (DD-184) cho đến khi hoàn trả cho Hoa Kỳ năm 1974 và bị tháo dỡ năm 1976. Richard P. Leary được tặng thưởng sáu Ngôi sao Chiến trận do thành tích phục vụ trong Thế Chiến II.

## Thiết kế và chế tạo
Richard P. Leary được đặt lườn tại Xưởng hải quân Boston ở Boston, Massachusetts vào ngày 4 tháng 7 năm 1943. Nó được hạ thủy vào ngày 6 tháng 10 năm 1943; được đỡ đầu bởi bà George K. Crozer III; và nhập biên chế vào ngày 23 tháng 2 năm 1944 dưới quyền chỉ huy của Hạm trưởng, Trung tá Hải quân Frederic S. Habecker.

## Lịch sử hoạt động

### Thế Chiến II
Sau khi hoàn tất chạy thử máy tại vùng biển Bermuda, Richard P. Leary lên đường băng qua kênh đào Panama để đi Trân Châu Cảng. Sau các nhiệm vụ hộ tống vận tải tại Eniwetok và Saipan trong tháng 7, nó hỗ trợ cho các cuộc đổ bộ lên Peleliu vào ngày 15 tháng 9 năm 1944, và lên Leyte vào ngày 20 tháng 10. Trong Trận chiến eo biển Surigao vào ngày 25 tháng 10, nó đã phóng ngư lôi nhắm vào thiết giáp hạm Yamashiro của Hải quân Đế quốc Nhật Bản, bắn rơi một máy bay đối phương rồi bảo vệ cho tàu khu trục Albert W. Grant (DD-649) bị hư hại rút lui. Đang khi tuần tra ngoài khơi vịnh Leyte vào ngày 1 tháng 11, nó đã cứu vớt 70 người sống sót từ tàu khu trục Abner Read (DD-526).
Trong khuôn khổ cuộc đổ bộ lên vịnh Lingayen vào ngày 6 tháng 1 năm 1945, Richard P. Leary chịu đựng một đợt tấn công tự sát bởi máy bay Kamikaze, khi một máy bay tiêm kích lục quân Nakajima J1N "Irving" đã đâm sượt qua tháp pháo 5-inch phía trước của chiếc tàu khu trục trước khi đâm xuống nước, là hư hại duy nhất mà chiếc tàu khu trục chịu đựng trong suốt chiến tranh. Cùng ngày hôm đó, nó bắn rơi một máy bay ném bom-ngư lôi hải quân Nakajima B6N “Jill”; và bắn hỏa lực hỗ trợ cho cuộc đổ bộ vào ngày 9 tháng 1. Con tàu lại bắn pháo hỗ trợ cho các cuộc đổ bộ lên Iwo Jima vào ngày 19 tháng 2, và cuộc đổ bộ lên Okinawa vào ngày 1 tháng 4.
Trong đêm 6-7 tháng 4, Richard P. Leary đã hộ tống tàu khu trục Morris (DD-417) bị hư hại rút lui về Kerama Retto, Okinawa Gunto. Sau khi hoàn tất nhiệm vụ tại khu vực quần đảo Ryukyu, nó lên đường nhận nhiệm vụ mới tại Adak, Alaska vào tháng 8. Nó chỉ đi đến khu vực quần đảo Aleut sau khi Nhật Bản đầu hàng kết thúc cuộc xung đột, và lại khởi hành đi sang chính quốc Nhật Bản để làm nhiệm vụ chiếm đóng, đi đến Ominato vào ngày 8 tháng 9.
Richard P. Leary rời vùng biển Nhật Bản vào ngày 30 tháng 9, quay trở về San Diego, California. Nó được cho xuất biên chế vào ngày 10 tháng 12 năm 1946, và được đưa về Hạm đội Dự bị Thái Bình Dương neo đậu tại San Diego.

### Phục vụ Nhật Bản

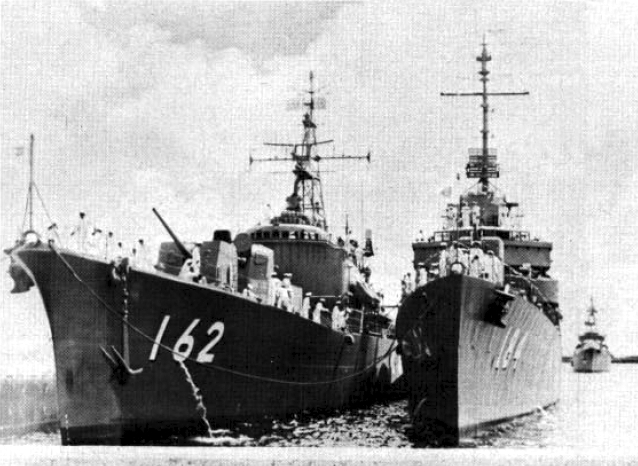
Các tàu khu trục Nhật Bản Teruzuki và Yūgure tại Guam, 1962.

Richard P. Leary cùng với tàu khu trục chị em USS Heywood L. Edwards (DD-663) được chuyển cho Nhật Bản vào ngày 10 tháng 3 năm 1959; và nó đã phục vụ cùng Lực lượng Phòng vệ Biển Nhật Bản như là chiếc JDS Yūgure (DD-184). Con tàu được hoàn trả quyền sở hữu cho Hoa Kỳ vào ngày 10 tháng 3 năm 1974, rút khỏi danh sách Đăng bạ Hải quân Hoa Kỳ vào ngày 18 tháng 3 năm 1974, và bị bán để tháo dỡ vào ngày 1 tháng 7 năm 1976.

## Phần thưởng
Richard P. Leary được tặng thưởng sáu Ngôi sao Chiến trận do thành tích phục vụ trong Thế Chiến II.